# Carl Herold
Pour les articles homonymes, voir Herold.

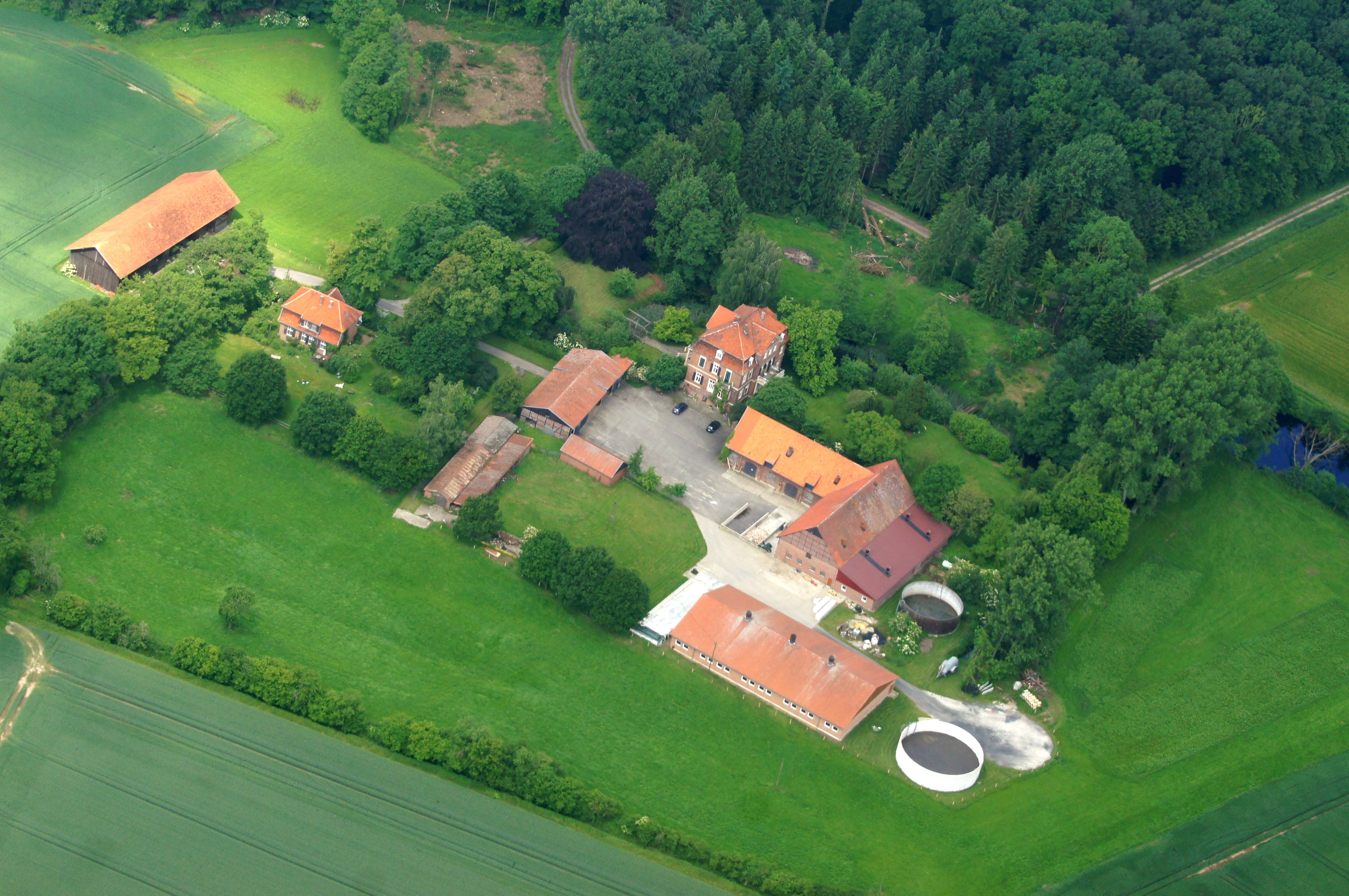
Maison Lövelingloh près de Münster

Carl Herold, également Karl Herold (né le 20 juillet 1848 à Loevelingloh, arrondissement de Münster (de) et mort le 13 janvier 1931 à Münster) est un homme politique allemand du Zentrum.

## Biographie
Carl Herold est le fils de Ferdinand Herold (de), le premier professeur de botanique pharmaceutique à l'ancienne université de Münster et, par mariage, propriétaire du domaine Lövelingloh dans l'arrondissement de Münster (de).
Après avoir été diplômé du lycée de Münster, Carl étudie d'abord à l'Université de Halle 1867/68, puis suit un cours de formation agricole. En 1870, il prend la relève et dirige la propriété de son père.
Il est directeur de l'Association centrale agricole du district de Münster et fait partie du conseil d'administration de la Chambre d'agriculture de Westphalie, de l'Association des agriculteurs de Westphalie et de la Bundes für ländliche Wohlfahrtspflege. En outre, Herold est président de la commission d'examen des machines et équipements agricoles en Westphalie. Directeur du Meiereiverband pour la Westphalie et Lippe. Il siège également au conseil de surveillance de la Banque centrale rurale et de l'Association des coopératives rurales. Dans l'ensemble, Herold est le successeur de Burghard von Schorlemer-Alst (de) en tant que représentant des intérêts de l'agriculture westphalienne. Mais il a également des liens avec l'aile sociopolitique du milieu catholique et appartenait donc à l'Association populaire pour l'Allemagne catholique. Herold est membre de son prédécesseur "Arbeiterwohl" et siège au conseil consultatif du Bureau central pour le bien-être du peuple. Néanmoins, Herold, qui est également président de la Convention catholique allemande en 1909, est considéré comme personnellement conservateur. En 1912, il participe à la fondation de la filature de coton Bartmann & Sohn GmbH à Wegberg.

## Parti politique
Herold est membre du Zentrum et à partir de 1906 président de l'Association provinciale de Westphalie. Dans le parti aussi, il est avant tout un représentant des intérêts ruraux, mais est parfois controversé parmi les paysans. Pour l'élection du Reichstag en 1924, par exemple, il n'est pas élu par les agriculteurs du Münsterland, mais par une circonscription à prédominance industrielle du Sud-Westphalie.

## Député
Herold est membre du conseil de l'arrondissement de Münster (de) pendant plusieurs décennies et est également membre du comité de l'arrondissement. Il est également membre du parlement provincial de Westphalie (de). De 1890 à 1918, il est membre de la chambre des représentants de Prusse, où il est vice-président du groupe parlementaire du Zentrum. En tant que député, il représente la 2e circonscription de Münster (Steinfurt-Ahaus). De 1919 jusqu'à sa mort, il est membre du parlement de l'État libre de Prusse. Là, il est chef de groupe parlementaire.
Herold est député du Reichstag de 1898 à 1918. Il représente d'abord la circonscription de Fulda-Gersfeld-Schlüchtern et à partir de 1903 la circonscription de Tecklembourg-Steinfurt-Ahaus. Comme Herold est considéré comme un représentant des intérêts agraires au centre, l'homme d'affaires Wilhelm Sträter est nommé opposant contre lui aux élections du Reichstag en 1903 par l'aile industrielle du Zentrum. 1919/20, il est membre de l'Assemblée nationale de Weimar . Puis il est de nouveau député du Reichstag jusqu'à sa mort. Il ouvre la cinquième législature du Reichstag en 1930 en tant que président senior.

## Famille
Carl Herold est marié à Maria Kinscherf, qui est cependant décédée prématurément. Son fils Ferdinand Herold est docteur en droit et co-directeur général de la filature fine Bartmann &amp; Sohn en 1920 jusqu'à sa mort prématurée en 1935.